# Friedrich Hebbel

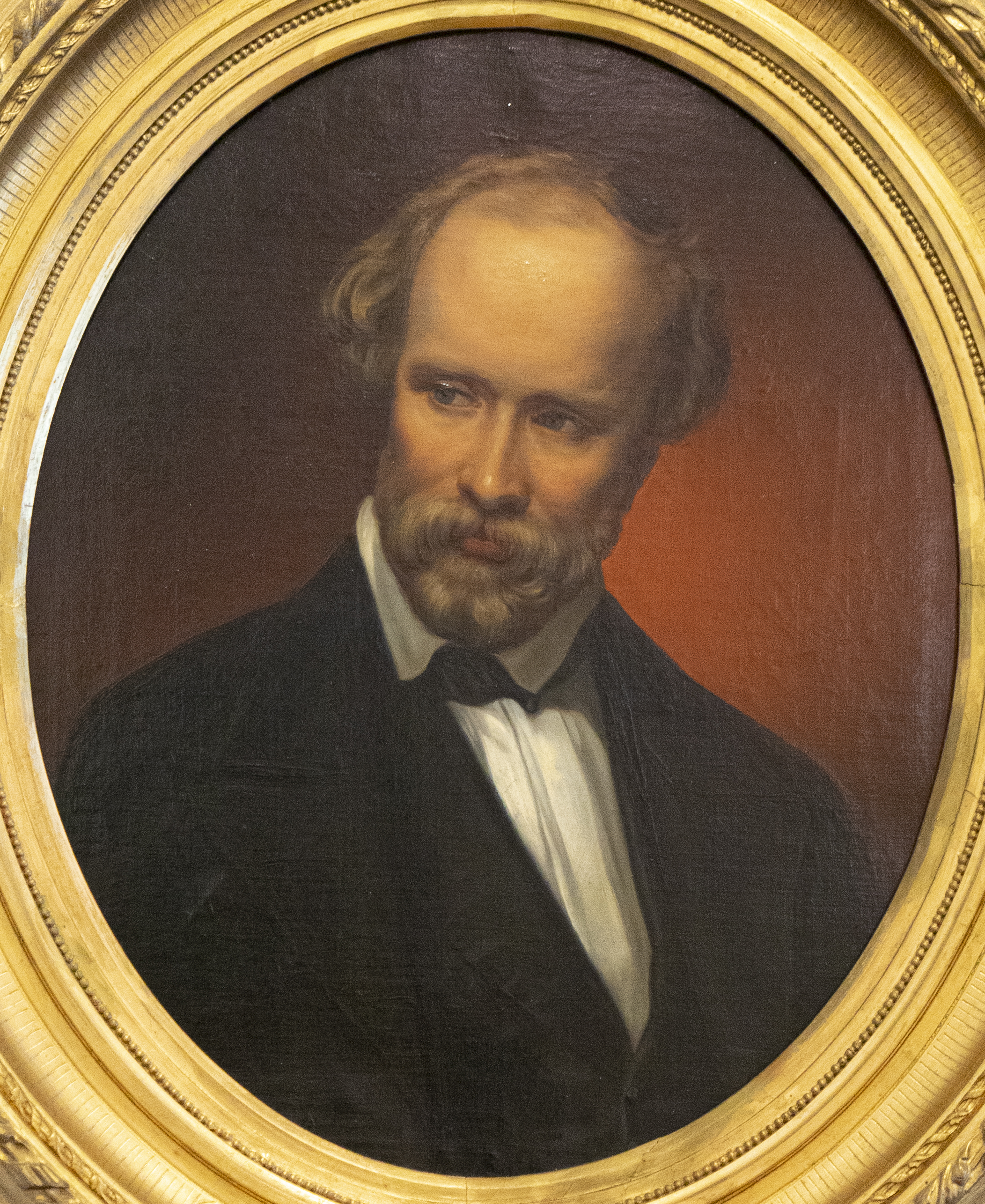
Friedrich Hebbel, Porträt von Carl Rahl (1851)
Hebbels Unterschrift:

Christian Friedrich Hebbel (* 18. März 1813 in Wesselburen, Dithmarschen; † 13. Dezember 1863 in Wien) war ein deutscher Dramatiker, Lyriker und Erzähler. Sein Pseudonym in der Jugend war Dr. J. F. Franz. Neben seinen Hauptwerken, den beiden Trauerstücken Agnes Bernauer und Maria Magdalena, gehören Liebesgedichte wie Sie seh’n sich nicht wieder, Wenn die Rosen ewig blühten, Naturgedichte wie Sommerbild und Herbstbild sowie einige Balladen, darunter Der Heideknabe oder Liebeszauber und seine Tagebücher zu den Höhepunkten seines Schaffens wie der Literatur des Realismus. Sein Drama Die Nibelungen stellt die wichtigste Bearbeitung des Epos für das Theater dar.

## Leben

### Frühe Jahre

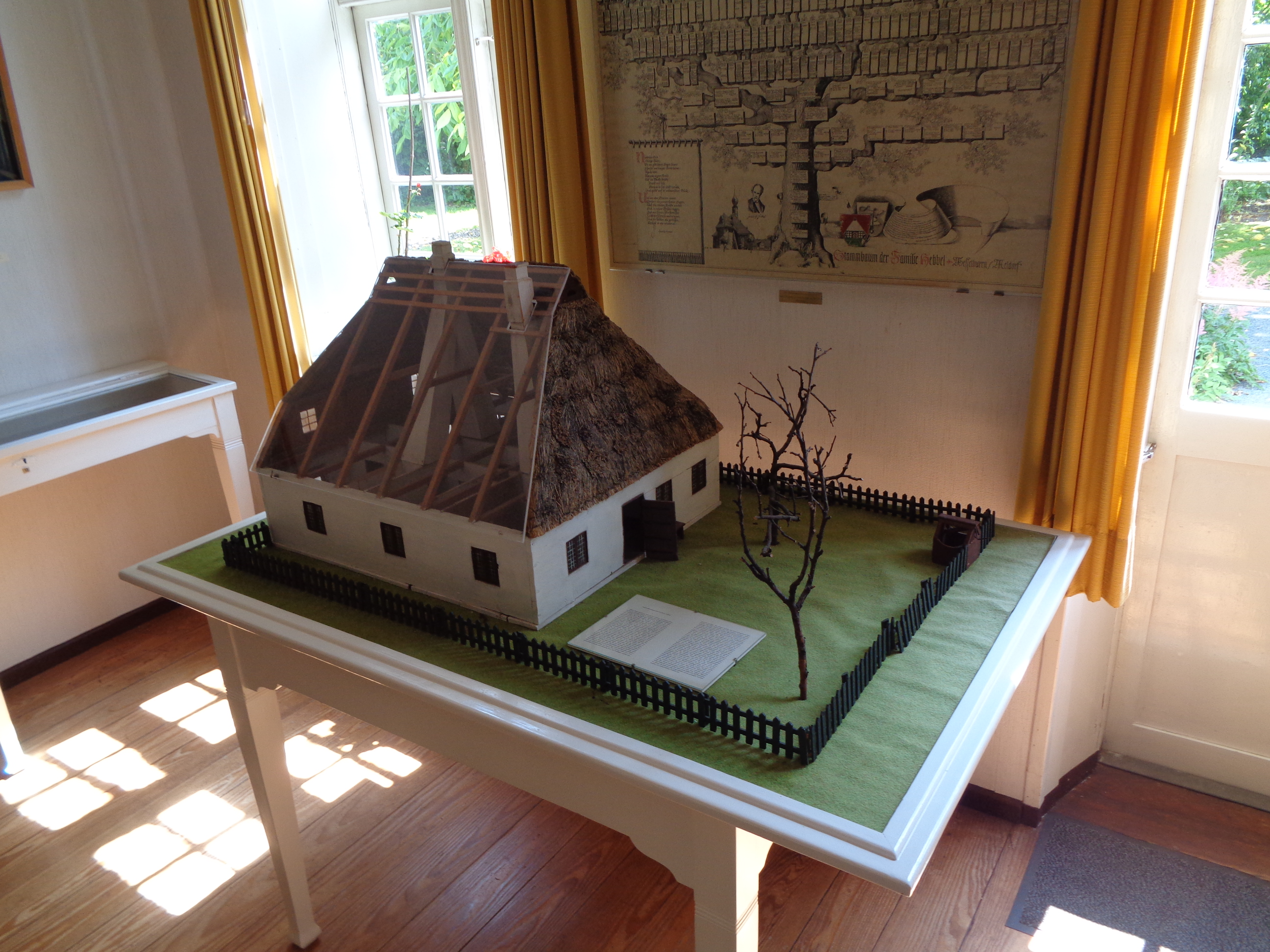
Modell von Hebbels Geburtshaus im Hebbel-Museum in Wesselburen

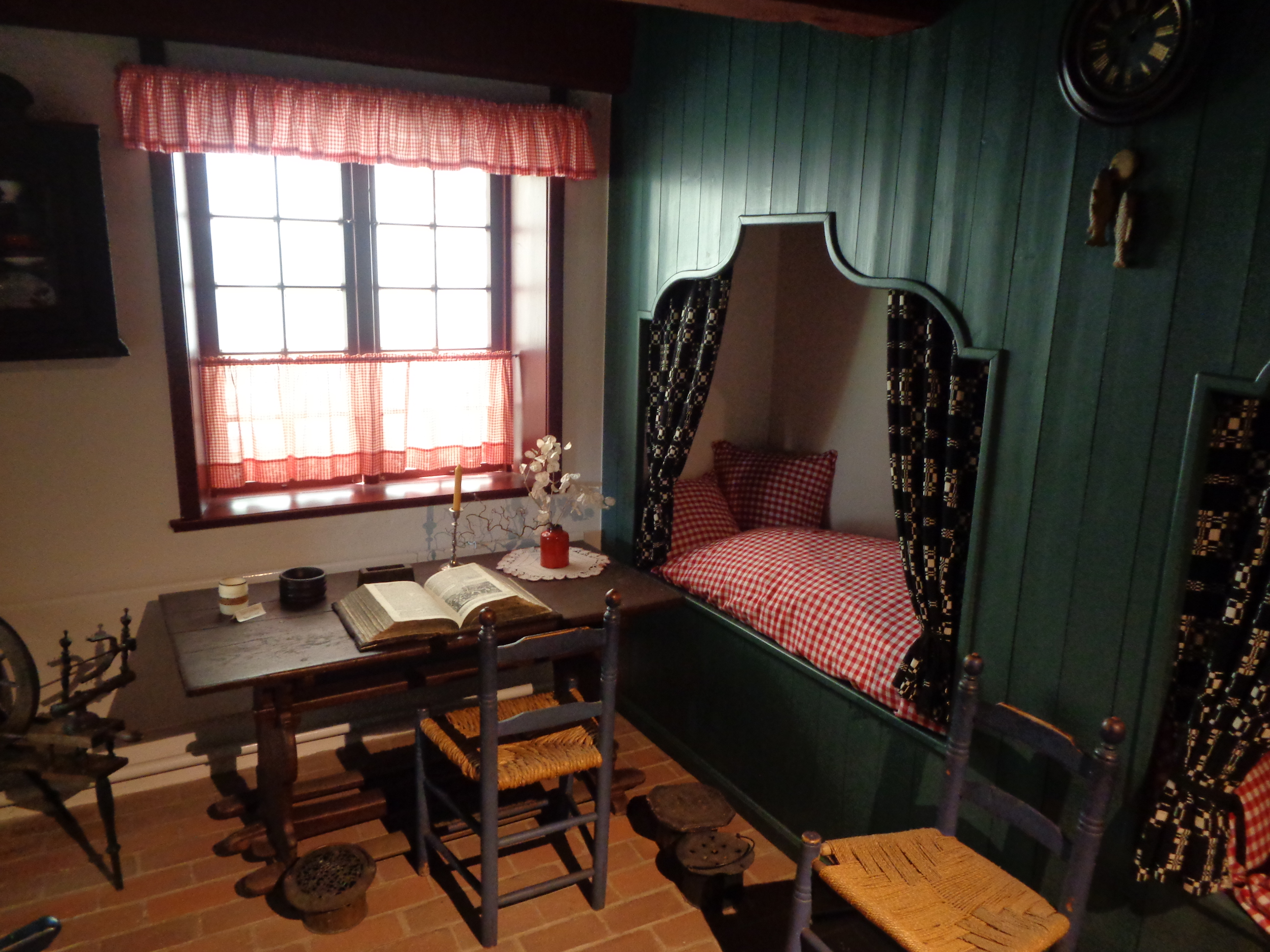
Hebbels nachgestelltes Geburtszimmer im Hebbel-Museum in Wesselburen

Friedrich Hebbel wurde als deutscher Untertan des dänischen Königs geboren, da dieser zugleich als Reichsfürst das Herzogtum Holstein, zu dem Dithmarschen bis 1864 gehörte, innehatte. Erst nach seinem Tod, seit 1867, gehörte es zur preußischen Provinz Schleswig-Holstein. Seine Eltern waren der Maurer Claus Friedrich Hebbel und die Schusterstochter Antje Margaretha (geborene Schubart).

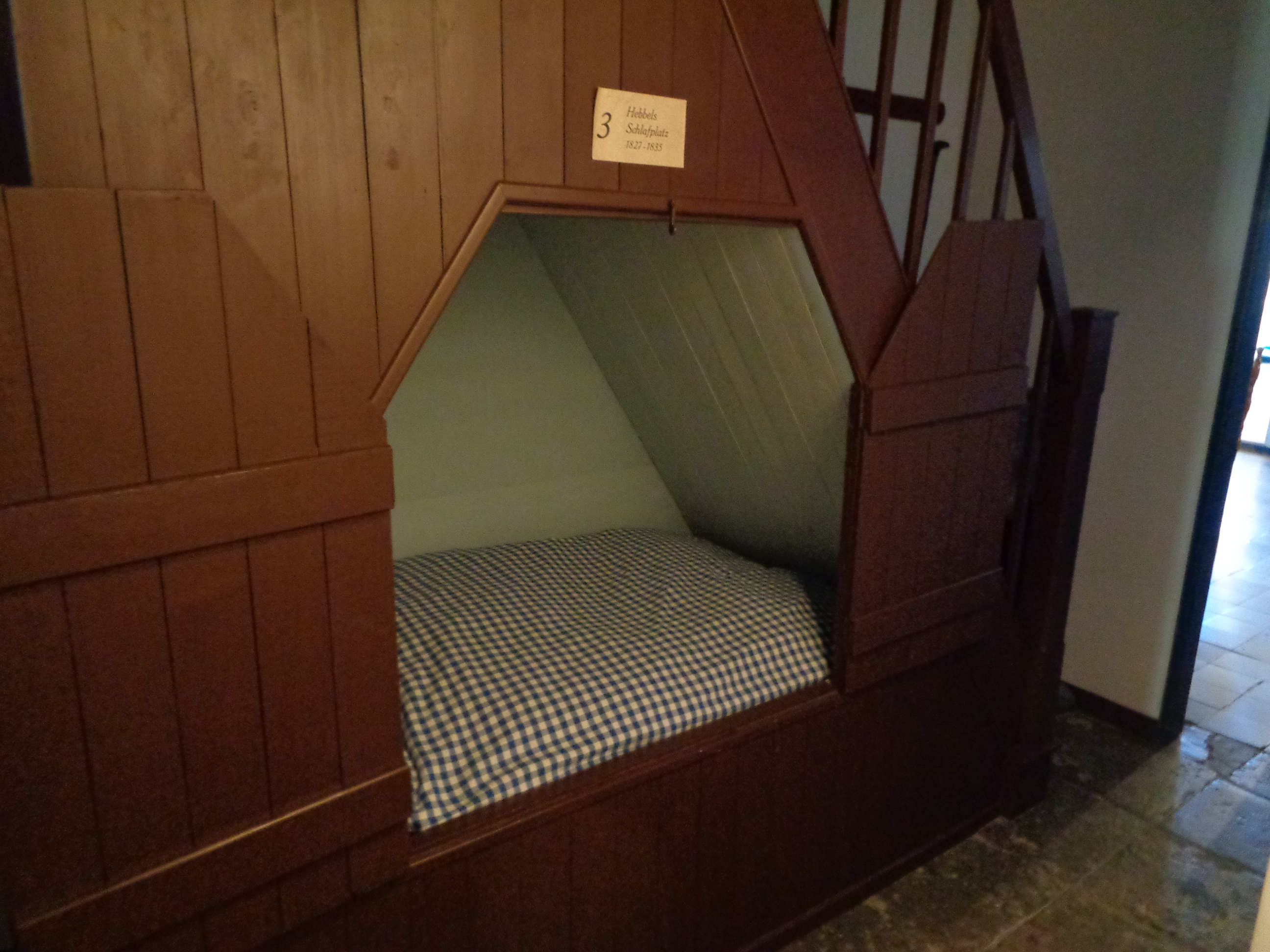
Hebbels früherer Schlafplatz unter der Treppe

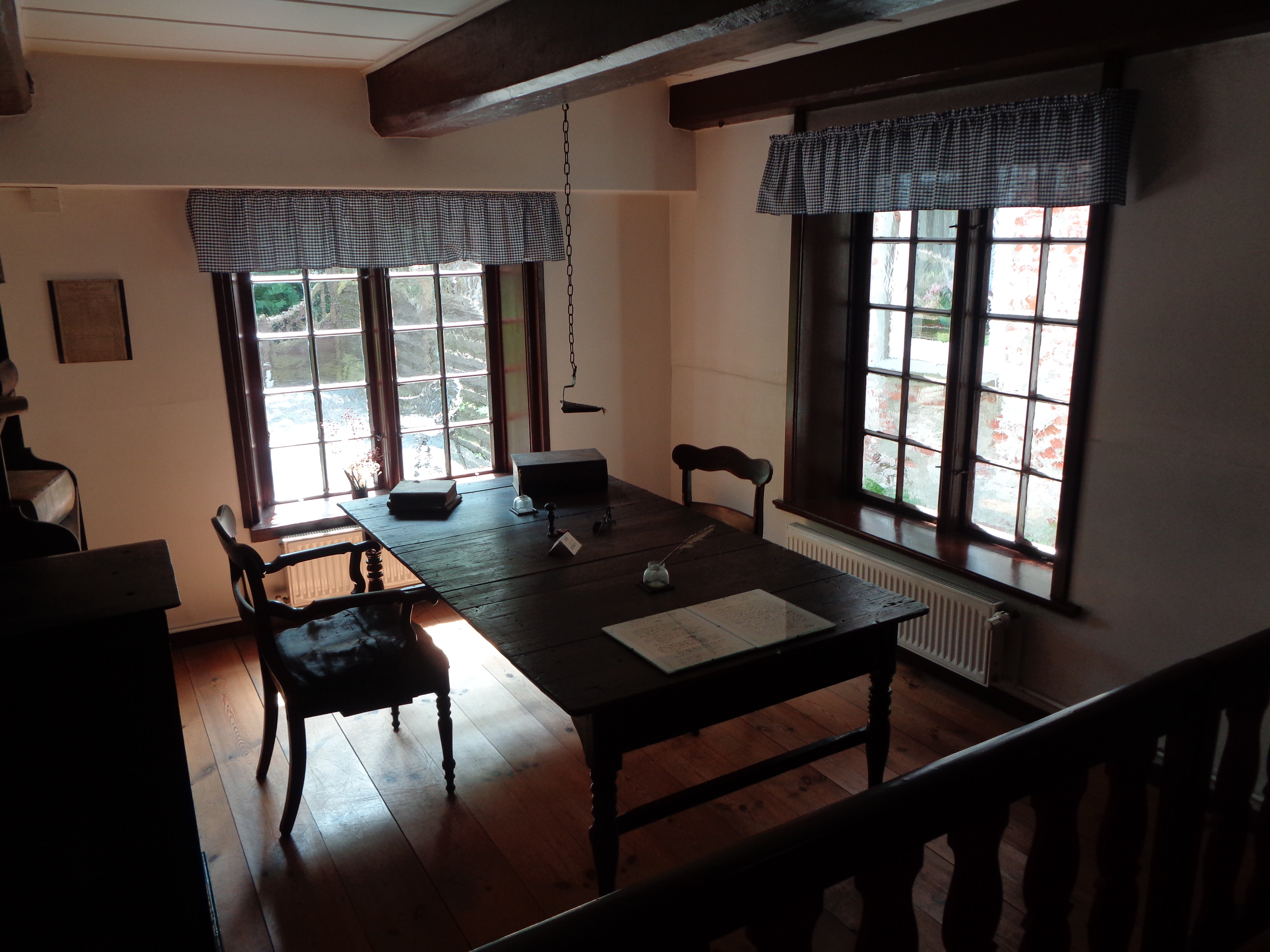
Hebbels früherer Arbeitsplatz, die Schreibstube beim Kirchspielvogt

1819 besuchte er die Volksschule und arbeitete dann als 13-Jähriger kurz als Maurerlehrling. Als die Familie Hebbel wegen einer nicht eingelösten Bürgschaft des Vaters ihr Haus verlassen musste, verschlechterte sich ihre soziale Lage deutlich. Zu dieser Phase seines Lebens verfasste Hebbel die autobiographische Schrift Meine Kindheit, die als erster Teil einer geplanten Autobiographie Aufzeichnungen aus meinem Leben geplant war und 1846–1854 entstanden ist. Ein Kapitel daraus veröffentlichte er 1854 in der von Karl Gutzkow herausgegebenen Zeitschrift Unterhaltungen am häuslichen Herd unter dem Titel Aus meiner Jugend. Nach dem Tod des Vaters 1827 trat Hebbel in die Dienste des Kirchspielvogts Mohr – des Vaters von Christian Otto Mohr –, bei dem er vom Laufburschen zum Schreiber avancierte, allerdings in bescheidenen Verhältnissen lebte. So musste er seinen Alkoven unter einer Treppe mit einem Kutscher teilen. Während der sieben Jahre seiner Arbeit bei dem Vogt konnte Hebbel, der schon immer gern gelesen hatte, auf dessen Bibliothek zurückgreifen. In der Schreiberstube entstanden seine ersten Gedichte, die zum Teil im Eiderstedter Boten veröffentlicht wurden. Zudem baute er in einer Scheune ein Theater auf.
1832 veröffentlichte Hebbel weitere Gedichte in verschiedenen Zeitschriften wie Iduna und den Neuen Pariser Modeblättern. Daraufhin wurde Amalie Schoppe, die Herausgeberin der Neuen Pariser Modeblätter, auf Hebbel aufmerksam. Sie unterstützte ihn materiell und holte ihn 1835 nach Hamburg, wo er im Wissenschaftlichen Verein von 1817 tätig wurde. In Hamburg lernte er die neun Jahre ältere Näherin Elise Lensing kennen, in die er sich verliebte und die ihn unterstützte. Am 18. März 1835 begann er, ein Tagebuch zu führen.
Dank eines Stipendiums zog er 1836 nach Heidelberg, war zwischenzeitlich Gasthörer bei juristischen Vorlesungen, gleichzeitig aber vollkommen mittellos. Am 12. September begann er einen Fußmarsch über Straßburg, Stuttgart und Tübingen nach München, wo er am 29. September ankam. Dort wurde er von dem Tischler Anton Schwarz aufgenommen, der vermutlich auch das Vorbild für die Figur des „Tischlermeisters Anton“ in Maria Magdalena (1843) abgab. In München besuchte er auch Vorlesungen von Joseph Görres, einem Anhänger der demokratischen Bewegung.
Ende 1838 starb Hebbels Mutter.
1838 lebte Hebbel unter ärmlichen Bedingungen noch immer bei dem Tischler, in dessen Tochter Josepha Beppi Schwarz er sich kurzzeitig verliebte. Über seinen Aufenthalt in München schrieb er am 10. Februar 1839 an Elise einen Brief:

„Diese Stadt ist in Deutschland einzig und ohne Gleichen; man kann in ihr leben, wie man will, wem es gefällt, der stürzt sich in’s rauschende, großstädtische Treiben, und wem dies nicht behagt, der zieht sich in die Einsamkeit zurück. […] Eine bedeutende Lebensperiode knüpft sich für mich an meinen hiesigen Aufenthalt, die bei minderer Vereinsamung wahrscheinlich nicht so bedeutend geworden wäre.“

1839 wanderte er, nachdem sein einziger Münchner Freund Rousseau verstorben war, ohne Proviant vom 11. bis 31. März von München nach Hamburg zurück, wo Elise Lensing ihn aufnahm und pflegte, als er infolge der Strapazen lebensgefährlich erkrankte. 1840 brachte Elise einen gemeinsamen Sohn zur Welt, der zwei Jahre später in Wandsbeck (das damals zu Holstein gehörte) auf den Namen Max Hebbel getauft wurde, da in Hamburg uneheliche Kinder nicht den Familiennamen des Vaters führen durften. In diesem Jahr vollendete er die Tragödie Judith. Die Uraufführung dieses Stückes fand am 6. Juli 1840 in Berlin statt, worüber Hebbel sehr erfreut war. 1841 wurde dann die Tragödie gedruckt und machte seinen Namen in Deutschland bekannt. Anschließend schrieb er die Tragödie Genoveva, die 1843 das erste Mal gedruckt wurde; außerdem vollendete er die Komödie Der Diamant, die er bereits in München begonnen hatte. Hebbels Drama Genoveva war Anlass für Robert Schumanns gleichnamige Oper Genoveva, deren Libretto der Komponist ohne die angefragte Unterstützung durch den Dichter schreiben musste. Weitere Komponisten zu Hebbel-Stoffen waren später unter anderen Eduard Lassen, Franz Liszt und Johannes Brahms.
1842 erschien seine erste Sammlung von Gedichten, die 1857 als Gesamtausgabe vermehrt und verbessert mit der Widmung für Ludwig Uhland herauskam. Außerdem reiste Hebbel nach Kopenhagen, wo er vom dänischen König Christian VIII. ein zweijähriges Reisestipendium erhielt, mit dem er dann nach Paris fuhr, wo er Heinrich Heine und Arnold Ruge kennenlernte und sich mit Felix Bamberg anfreundete. Er begann an Gelenkrheumatismus zu leiden und schrieb, während er heftige Auseinandersetzungen mit der wieder (von ihm) schwangeren Elise per Brief ausfocht, das bürgerliche Trauerspiel Maria Magdalena, das im Dezember 1843 fertig wurde. In Hamburg starb unterdessen sein Sohn Max. Eine Zeitlang war er für den Telegraph für Deutschland von Karl Gutzkow tätig, fühlte sich jedoch von der schwankenden Unentschlossenheit der Jungdeutschen abgestoßen.
1844 wurde sein zweiter Sohn Ernst (1844–1847) geboren, weshalb Elise brieflich verstärkt zur Heirat drängte, was Hebbel ablehnte. 1844–1846 verbrachte Hebbel in Italien, reiste über Lyon, Avignon und Marseille nach Rom, besuchte bald darauf Neapel und kehrte im Herbst nach Rom zurück. Am Ende dieser Zeit reiste er über Ancona, Triest und Graz nach Wien. Dort wurden die Brüder Zerboni di Sposetti, zwei polnische Adelige, auf ihn aufmerksam, halfen ihm aus seiner neuerlichen finanziellen Notlage und führten ihn in die höhere Gesellschaft ein. Hebbel beschloss in Wien zu bleiben. Im gleichen Jahr wurde er aufgrund einer eingesandten Dissertation von der Universität Erlangen in absentia zum Dr. phil. promoviert. 1845 lernte er den Literaturhistoriker Hermann Hettner kennen, der sich mit Hebbel beschäftigte und sich ihm anschloss.

### In Wien

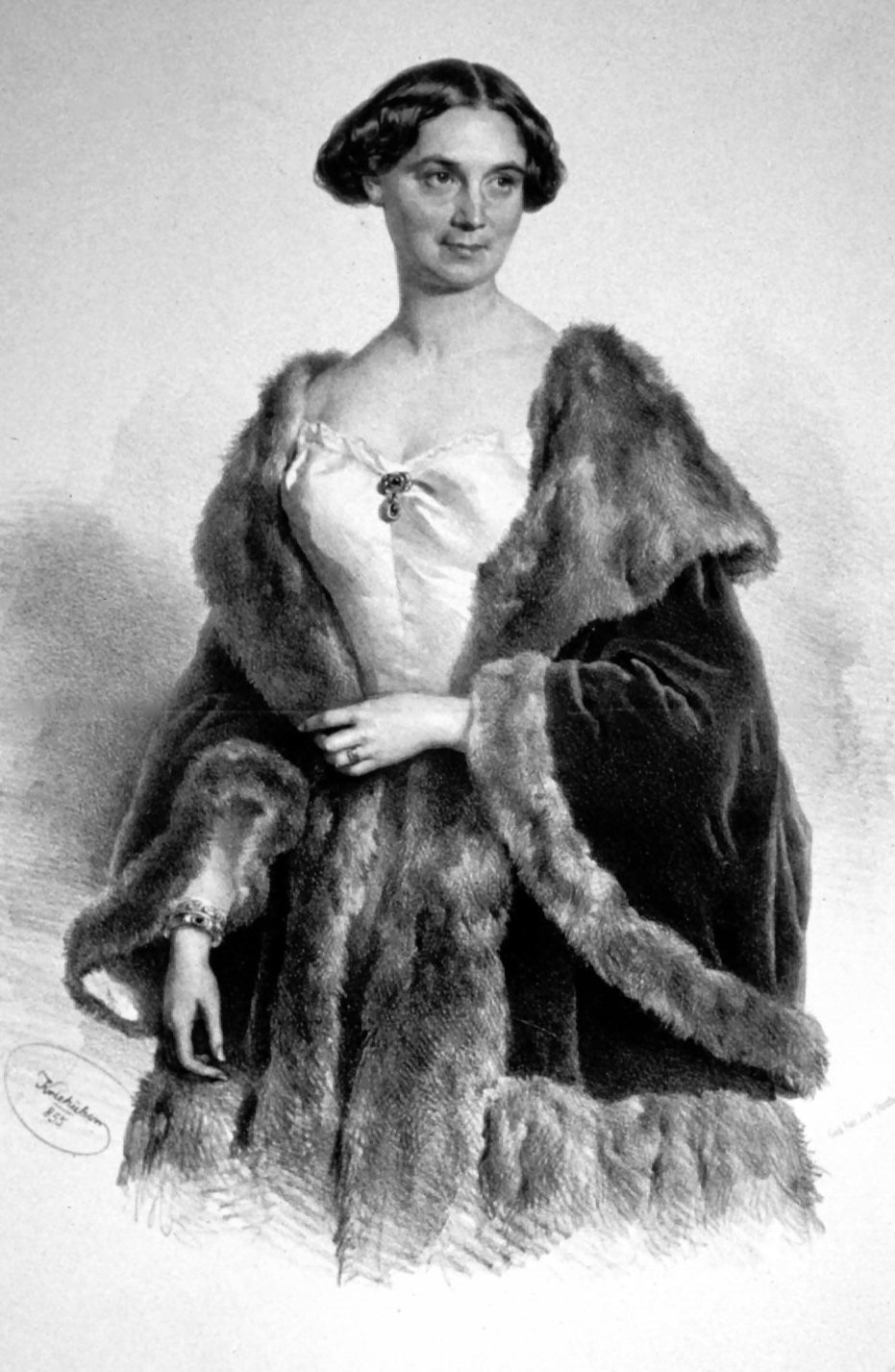
Christine Hebbel (1855)

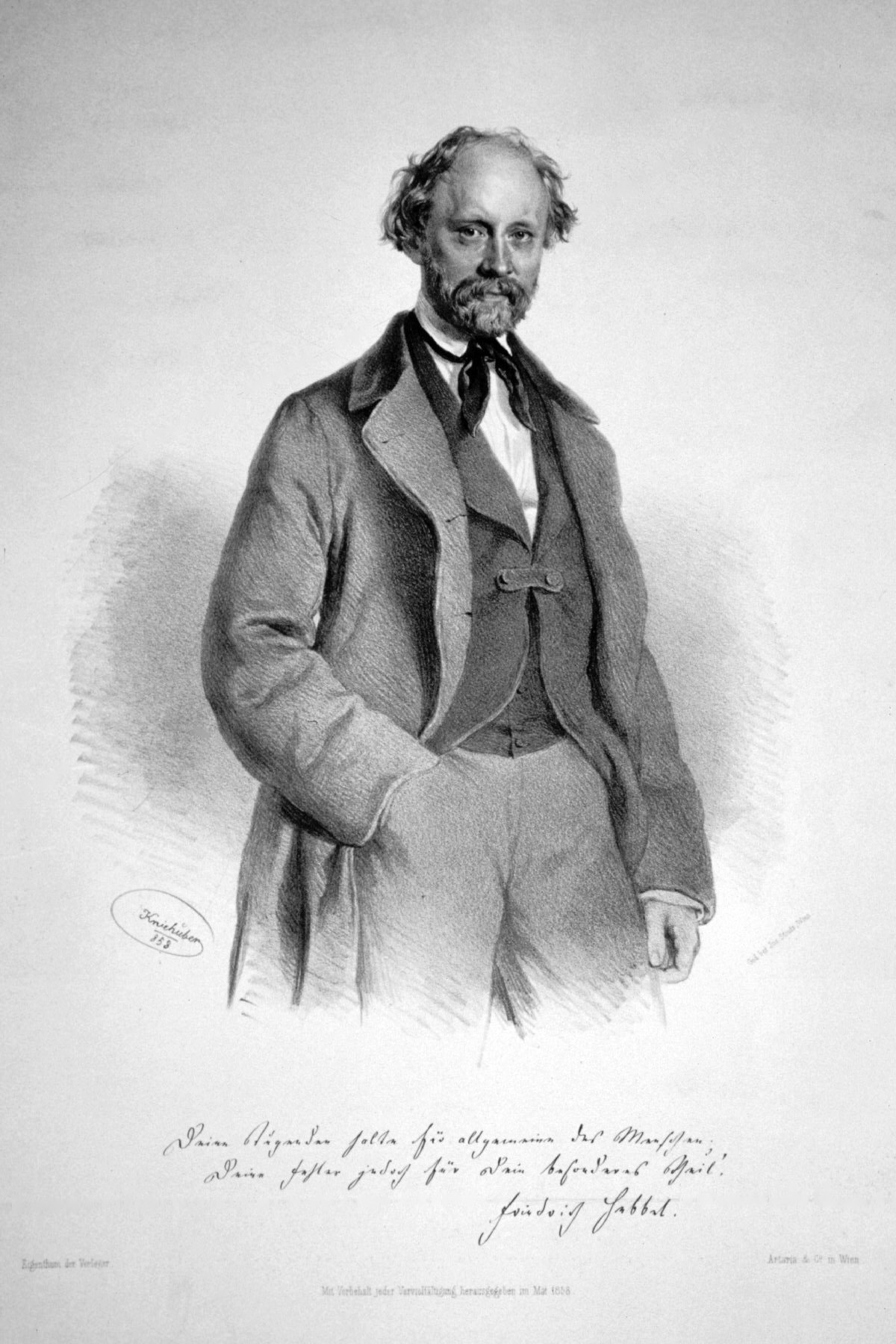
Friedrich Hebbel (1858), Lithographie von Josef Kriehuber

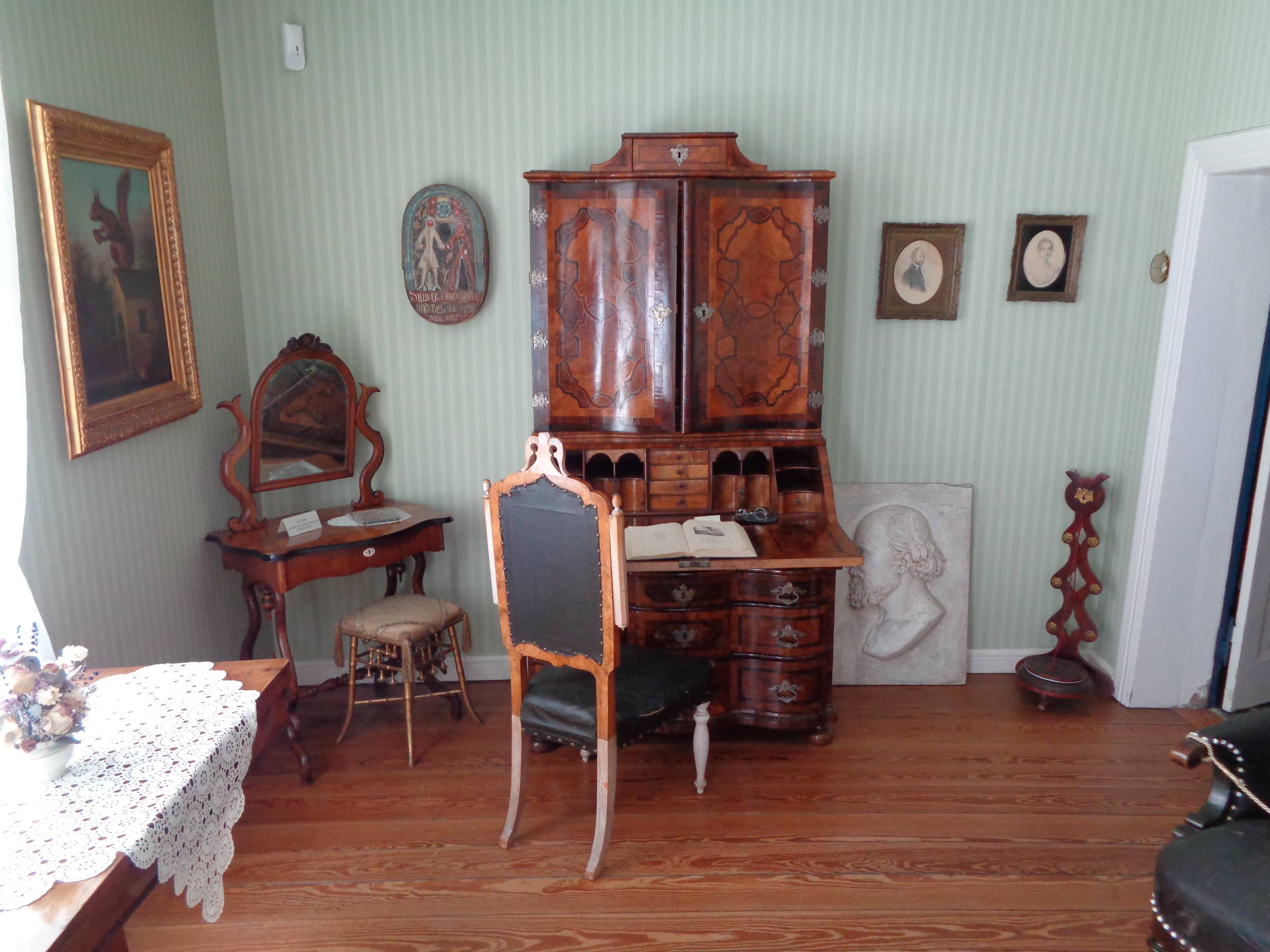
Hebbels Schreibsekretär im Hebbel-Museum in Wesselburen

In Wien, wo Hebbel bis zu seinem Tod lebte, heiratete er 1846 die Burgschauspielerin Christine Enghaus (eigentlich Engehausen), die er 1845 im Theater kennengelernt hatte und mit der er den Sohn Emil (1846–1847) sowie die Tochter Christine Elisabeth Adolphine („Titi“, 1847–1922) hatte, deren Taufpaten Elise Lensing und der angehende Lehrer und spätere Parlamentsabgeordnete Adolph Kolatschek wurden.
In sein Tagebuch schrieb er am 30. Dezember 1846:

„Ich verlobte mich mit Fräulein Enghaus; ich that es sicher aus Liebe, aber ich hätte dieser Liebe Herr zu werden gesucht und meine Reise fortgesetzt, wenn nicht der Druck des Lebens so schwer über mir geworden wäre, daß ich in der Neigung, die dies edle Mädchen mir zuwendete, meine einzige Rettung sehen mußte. Ich zögere nicht, dieses Bekenntnis unumwunden abzulegen, so viel ich auch dabei verlieren würde, wenn ich einen Deutschen Jüngling zum Richter hätte“

Die Heirat brachte ihm darauf den gesicherten Wohlstand, so dass er sich ungestört seiner literarischen Produktion widmen konnte. Er schrieb vor allem Dramen, unter anderem Agnes Bernauer, Gyges und sein Ring sowie Die Nibelungen. Sein größter Erfolg war das 1843 entstandene Drama Maria Magdalena. In Wien erhielt Hebbel öffentliche Anerkennung für sein Werk.
Durch die Heirat Hebbels brach der Briefkontakt zu Elise Lensing stockend ab. Für sie, die immer zu Hebbel gehalten hatte, brach eine Welt zusammen, und nur durch die liebevolle Art Christines konnte sie mit dem oft als schroff beschriebenen Hebbel versöhnt werden; so waren Christine und Elise bald gut befreundet. Sie gab ihr sogar ihren unehelichen, nicht von Hebbel stammenden Sohn Carl zur Erziehung mit nach Hamburg. Elise schrieb 1853 an Hebbel:

„Ich bin mit meiner Lage zufrieden und erkenne, daß es so kommen mußte, solltest Du glücklich werden und nicht untergehen“

Am 18. November 1854 starb Elise Lensing im Alter von 50 Jahren in Hamburg. Hebbel ließ ihr Grab mit folgenden Worten schmücken:
Blumenkränze entführt dem Menschen der leiseste Westwind,
Dornenkronen jedoch nicht der gewaltigste Sturm!
Nach dem Tod von Elise Lensing schrieb Hebbel regelmäßig Briefe, in denen er seine Aktivitäten schilderte. Diesen einseitigen Briefkontakt führte Hebbel bis Ende 1862.
Hebbel war stets sozial und politisch engagiert. Er begrüßte die Märzrevolution, nahm aber eine grundsätzlich loyale Haltung zur Regierungsform der Monarchie ein. 1849 kandidierte er erfolglos für die Frankfurter Nationalversammlung, obwohl er radikalen demokratischen Forderungen immer skeptisch gegenüberstand.
In seinen Werken schildert er oft tragische, schicksalhafte Verkettungen von Ereignissen und macht die sozialen Probleme seiner Zeit zum Thema. Mit scharfen Worten wandte er sich gegen die Dichtung seines Zeitgenossen Adalbert Stifter, die er als leere Idylle empfand. Kontroversen ging der als aufbrausend geltende Hebbel selten aus dem Weg. Als der von ihm oftmals kritisierte Heinrich Laube Direktor des Wiener Burgtheaters wurde, hatte seine Ehefrau Christine darunter zu leiden; sie bekam, wenn überhaupt, nur noch kleine Rollen. Auch zu den österreichischen Theatergrößen wie Franz Grillparzer fand Hebbel keinen Zugang. Jedoch lernte er in Wien, trotz Ausschreitungen, einige Persönlichkeiten kennen, wie unter anderem Fürst Friedrich zu Schwarzenberg, der für Hebbel eine wahrhaft bedeutende Person darstellte. Hebbel war oft und gern mit ihm zusammen.
Als Publizist schrieb er unter anderem für die Wiener Zeitung, die Augsburger Allgemeine Zeitung und die Illustrirte Zeitung aus Leipzig.
In den letzten Lebensjahren litt er zunehmend an Rheuma, wahrscheinlich eine Spätfolge der entbehrungsreichen Jahre, bevor er nach Wien gezogen war. Jedoch auch nach seiner Niederlassung in Wien reiste er innerhalb Österreichs. Am 7. November 1863 erhielt Hebbel den preußischen Schillerpreis. Er starb am 13. Dezember 1863, im Alter von 50 Jahren, in seiner Wohnung in der Liechtensteinstraße 13, Wien-Alsergrund. Er ruht auf dem Evangelischen Friedhof Matzleinsdorf in Wien an der Seite seiner Frau (Gr. 19, Gruft 38).

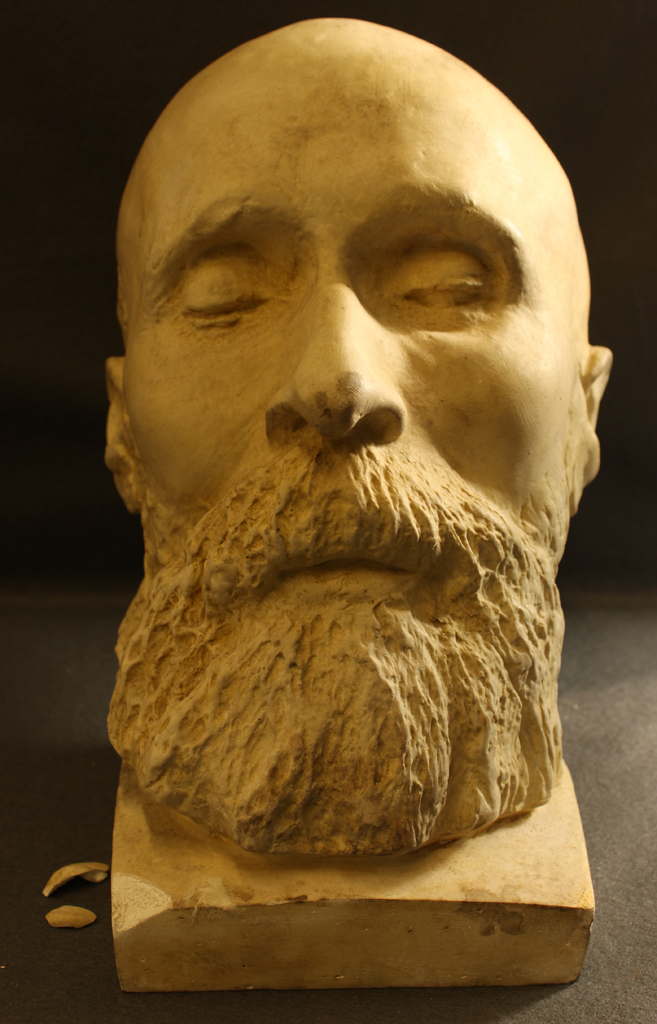
Totenmaske von Friedrich Hebbel
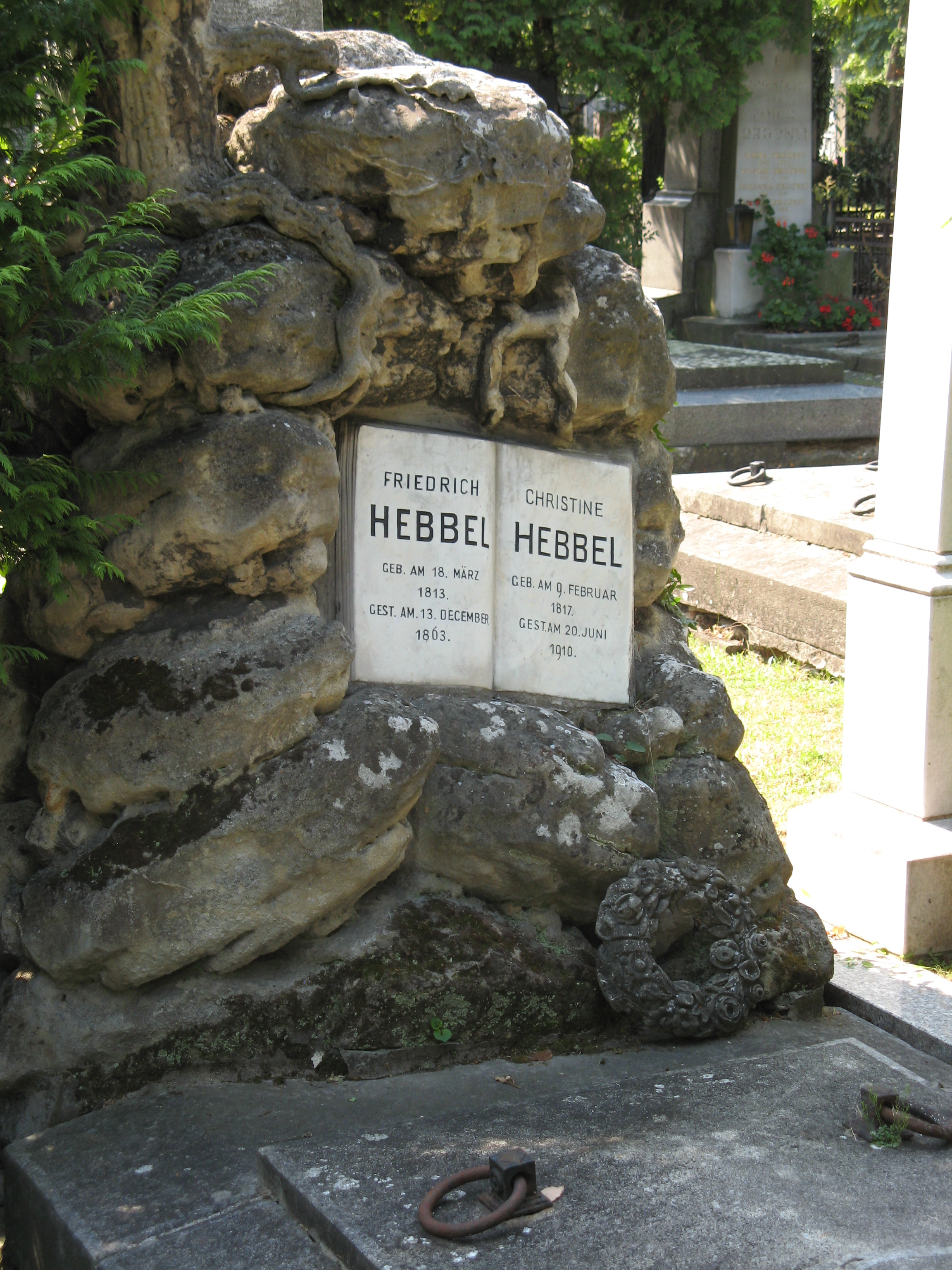
Grab der Hebbels

## Rezeption

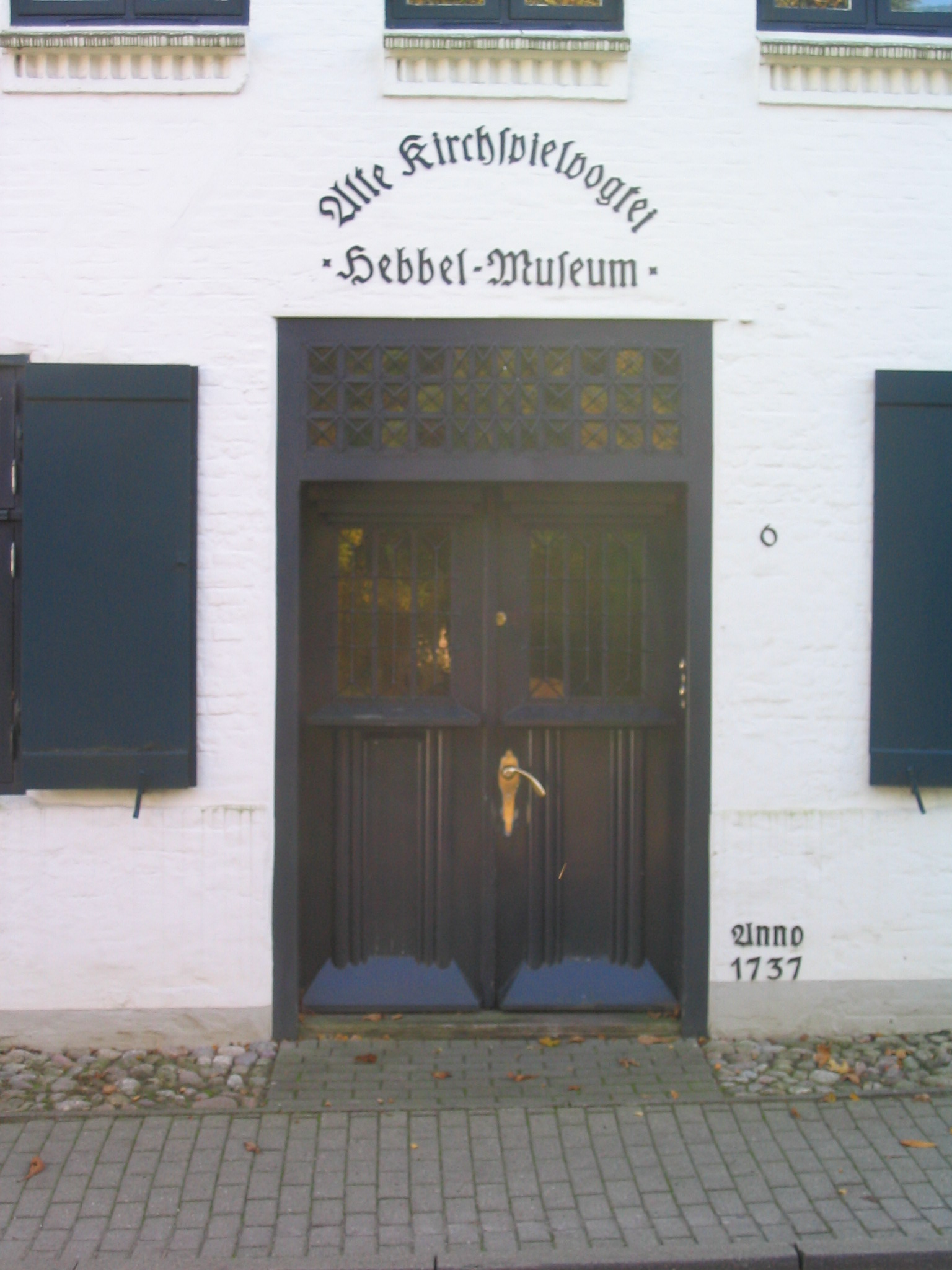
Hebbel-Museum in Wesselburen

Sein Werk wird im Zusammenhang mit anderen Autoren aus dem Vormärz genannt. Hebbel gilt zeitlich nach Georg Büchner und Christian Dietrich Grabbe und vor dem Aufkommen des Naturalismus mit Gerhart Hauptmann als der bedeutendste Dramatiker der zweiten Hälfte des 19. Jahrhunderts, weshalb er zumeist auch dem Realismus zugerechnet wird.
„Friedrich Hebbel hat in der Geschichte des Dramas mehr in Bewegung gesetzt als in der Geschichte der Lyrik. Doch sind ihm Gedichte geglückt, in denen sich der Lyriker ganz aus dem Bann des Dramatikers und Tragikers löst, Gedichte wie Nachtlied, Abendgefühl oder Ich und Du“, fasst der Literaturwissenschaftler Walter Hinck die Bedeutung Hebbels als Lyriker zusammen. Das Gedicht Sie sehn sich nicht wieder, das ein liebendes und scheidendes Schwanenpaar zum Inhalt hat, begeisterte den Symbolisten Hugo von Hofmannsthal, der in seinem Gespräch über Gedichte von 1903 die symbolische Verdichtung des Gedichtes so wiedergab: „Sie bedeuten hier nichts als sich selber: Schwäne. Schwäne, aber freilich gesehen mit den Augen der Poesie, die jedes Ding jedesmal zum erstenmal sieht.“
Das Notenbuch meines Herzens, wie Hebbel seine Aufzeichnungen nannte, hatte er als 22-Jähriger begonnen und bis zu seinem Tode fortgeführt. Sie erschienen fast 20 Jahre nach seinem Tod. Ihre Bedeutung liegt in der epigrammatischen Betrachtung von Zeitgenossen und Geschehen wie in der existenzialistischen Perspektive des Autors und seinem philosophisch begründeten Pessimismus. Hebbels soziale Herkunft und sein mühsamer Werdegang als Schriftsteller schlugen sich darin gleichfalls nieder wie die staatliche Repression und die politische Transformation des deutschen Bürgertums, deren Beobachter er als Aufsteiger gewesen ist. Der Literaturwissenschaftler Gustav René Hocke erkannte in Hebbels Tagebuch wie in dem Stendhals das „ideale Muster“ eines Tagebuchs in der Moderne. Der Lyriker Rolf Haufs meinte, dass „die Tagebücher über die Zeit- und Lebensumstände und mehr noch über die Eintragungen Hebbels zum Verständnis seiner eigenen Werke hinaus ein eindrucksvolles Bild von den geistigen und künstlerischen Auseinandersetzungen des 19. Jahrhunderts geben.“ Nach dem Zweiten Weltkrieg erfuhr das Tagebuch erneut eine große Aufmerksamkeit, nicht zuletzt wegen des existenziellen Gefühls der Verlassenheit in Gegenwart der Kriegsfolgen, die eine Nähe zu Hebbels Selbstentwurf und geschichtsphilosophisch grundierten Gegenwartsanalyse zuließen. Franz Kafka und Bertolt Brecht, später Golo Mann und Günther Kunert waren Bewunderer des Tagebuchs.
Zahlreiche Gedichte Hebbels wurden vertont. Die Oper Genoveva von Robert Schumann beruht auf Hebbels gleichnamigem Theaterstück.
In Wesselburen steht das Hebbel-Haus, das von 1911 bis 1952 das Hebbel-Museum beherbergte, bevor es in ein anderes Haus der Stadt umgesetzt wurde. Davor steht eine Büste Hebbels aus dem Jahr 1913 von Nicolaus Bachmann. Im Jahr 1869 wurde in Wien-Favoriten (10. Bezirk) die Hebbelgasse nach ihm benannt, 2005 der Christine-Enghaus-Weg in Penzing (14. Bezirk) nach seiner Ehefrau. Weiter gibt es im Sommerhaus von Gmunden eine Gedenktafel für Hebbel. Das k.k. Hofburgtheater ließ am Sterbehaus eine Gedenktafel anbringen. In Berlin gibt es seit 1908 das Hebbel-Theater.
Mehrere Werke Hebbels (u. a. Mutter und Kind/Moder un Kind) wurden von Friedrich Pauly ins Niederdeutsche übersetzt.

## Familie
Seine Enkelinnen Christine und Therese wurden, wie seine Frau, ebenfalls Schauspielerinnen.

## Werke (Auswahl)

### Lyrik
- Gedichte, Hamburg: Hoffmann & Campe, 1842 (Digitalisat).
- Gedichte und Epigramme, 1845.
- Mutter und Kind (Epos). Gedicht in sieben Gesängen. Hoffmann & Campe, Hamburg 1857 (Digitalisat).
- Requiem Seele vergiß sie nicht. Gedicht (o. D.; siehe auch Ferdinand Heinrich Thieriot, Max Reger Hebbel-Requiem).
- Der Heideknabe. Ballade
- Der heilige Wein. Ballade
- Das Kind am Brunnen. Ballade
- Nachtlied (Quellende schwellende Nacht). Gedicht
- Abendgefühl (Friedlich bekämpfen Nacht sich und Tag). Gedicht
- Sommerbild (Ich sah des Sommers letzte Rose stehn). Gedicht
- Herbstbild (Dies ist ein Herbsttag, wie ich keinen sah!) Gedicht
- Gebet (Die du über die Sterne weg). Gedicht

### Bühnenstücke
- Spartacus. Unvollendetes Drama.[16][17]
- Judith. Hoffmann & Campe, Hamburg 1840 (Digitalisat).
- Genoveva. Eine Tragödie in fünf Acten, Hoffmann & Campe, Hamburg 1843 (Digitalisat; siehe auch Genoveva von Brabant).
- Der Diamant. Hoffmann & Campe, Hamburg 1841 (Digitalisat).
- Maria Magdalene. Ein bürgerliches Trauerspiel in drei Akten, Hamburg: Hoffmann & Campe 1844 (Digitalisat)
- Anna, 1847
- Trauerspiel in Sizilien. 1847.
- Julia und König Peter. 1847.
- Herodes und Mariamne. Gerold, Wien 1848 (Digitalisat).
- Der Moloch. 1849–1850.
- Agnes Bernauer. Becker, Leipzig 1851 (Digitalisat).
- Der Rubin, Hebbels Dramatisierung der gleichnamigen Novelle
- Gyges und sein Ring. 1854 (Digitalisat).

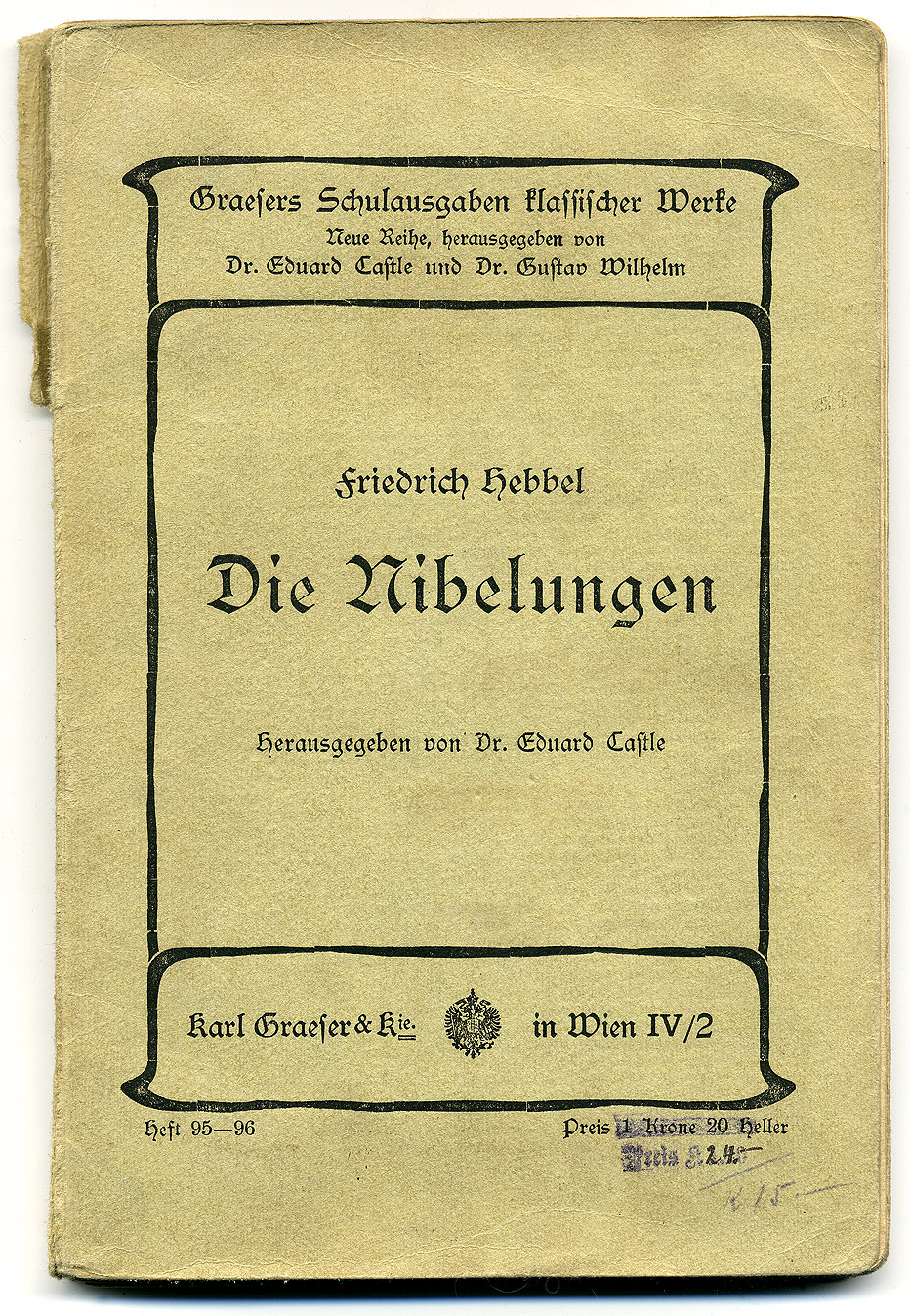
Friedrich Hebbel: „Die Nibelungen“ (Schulausgabe um 1900, Wien/Brünn)

- Die Nibelungen. Hoffmann & Campe, Hamburg 1862 (Digitalisat)
- Demetrius. Unvollendetes Drama. Hoffmann & Campe, Hamburg 1864 (Digitalisat).

### Prosa
- Treue Liebe. Erzählung, 1828
- Holion. Nachtgemälde, 1830
- Der Brudermord. Erzählung, 1831
- Der Maler. Versuch in der Novelle, 1832
- Die Räuberbraut. Erzählung, 1833
- Barbier Zitterlein. Novelle, 1836
- Anna. Novelle, 1836
- Die Obermedicinalräthin. 1837
- Die beiden Vagabonden. Ein Fragment, 1837/1847
- Matteo. Novelle, 1839/1841.
- Eine Nacht im Jägerhause. Erzählung, 2. Februar 1842
- Der Rubin. Novelle (Märchen), von Hebbel auch dramatisiert. Geibel, Leipzig 1851 (erstmals 1843) (Digitalisat).
- Pauls merkwürdigste Nacht. Erzählung, 2. Juli 1847
- Der Schneidermeister Nepomuk Schlägel auf der Freudenjagd. Erzählung, 1847.
- Herr Haidvogel und seine Familie. Erzählung, 1848.
- Schnock. Ein niederländisches Gemälde Humoristische Erzählung. Weber, Leipzig 1848 (Digitalisat).
- Die Kuh. Erzählung, 27. Januar 1849.
- Ein Leiden unserer Zeit. Fragment aus einem liegen gebliebenen Roman, 1851

### Sonstige Werke
- Ein Abend in Straßburg. Aus einer Reisebeschreibung, 1837
- Mein Wort über das Drama. Hoffmann & Campe, Hamburg 1843 (Digitalisat).
- Aufzeichnungen aus meinem Leben. Autobiografisches, 1854.
- Tagebücher. (Erstveröffentlichung durch Felix Bamberg, Band 1: 1885, Band 2: 1887, mit vielen Lesefehlern und Auslassungen)

### Werkausgaben
- Sämtliche Werke. Historisch-kritische Ausgabe. Besorgt von Richard Maria Werner. Behr, Berlin.[18]
  - I. Abt: Werke, 12 Bde. 1901–03; 2. Aufl., unverändert Neue Subskriptions-Ausgabe 1904; 3. Aufl., Säkularausgabe, 15 Bde., 1911–13, Apparat in drei Separatbde. (Bd. 13–15) ausgegliedert.
    - Bd. 1: Judith, Genoveva, Der Diamant.
    - Bd. 2: Maria Magdalena, Ein Trauerspiel in Sicilien, Julia, Herodes und Mariamne.
    - Bd. 3: Der Rubin, Michel Angelo, Agnes Bernauer, Gyges und sein Ring, Ein Steinwurf, Verkleidungen.
    - Bd. 4: Die Nibelungen.
    - Bd. 5: Fragmente, Pläne (Moloch, Die Dithmarschen etc.)
    - Bd. 6: Demetrius; Gedichte (Gesamtausgabe von 1857, Aus dem Nachlass 1857–1863).
    - Bd. 7: Gedichte III (Nachlese 1828–1859).
    - Bd. 8: Novellen und Erzählungen; Mutter und Kind; Pläne und Stoffe 1835–1863.
    - Bd. 9: Vermischte Schriften I, 1830–1840: Jugendarbeiten, historische Schriften, Reiseeindrücke I.
    - Bd. 10: Vermischte Schriften II, 1835–1841: Jugendarbeiten II, Reiseeindrücke II, Kritische Arbeiten I, 1839–1841.
    - Bd. 11: Vermischte Schriften III, 1843–1851: Kritische Arbeiten II.
    - Bd. 12: Vermischte Schriften IV, 1852–1863: Kritische Arbeiten III.

  - II. Abt.: Tagebücher, 4 Bde. 1903–04.
  - III. Abt.: Briefe, 8 Bde. 1904–07.

- Werke. Herausgegeben von Gerhard Fricke, Werner Keller und Karl Pörnbacher. Carl Hanser, München.
  - Bd. 1: Dramen I. 1963.
  - Bd. 2: Dramen II. 1964.
  - Bd. 3: Gedichte, Erzählungen, Schriften. 1965.
  - Bd. 4: Tagebücher I. 1966.
  - Bd. 5: Tagebücher II, Briefe. 1967.

- Ulrich Henry Gerlach: Briefe von und an Friedrich Hebbel. Bisher unbekannte Schriftstücke, gesammelt und erläutert. Heidelberg 1978.

## Verfilmungen (Auswahl)
- Mutter und Kind

## Vertonungen
Viele Komponisten und Komponistinnen, wie etwa Schumann, Brahms, Liszt, Berg, Wolf oder Josef Schelb haben Gedichte von Friedrich Hebbel vertont. 2014 erschien eine CD (Und nie vernahm ich noch ein schöneres Lied von Glück und Sieg, Klavier: Sascha El Mouissi, Gesang: Ulf Bästlein) mit genau diesen Vertonungen.
Die Oper Genoveva von Robert Schumann beruht auf Hebbels gleichnamigem Theaterstück.